# Weißseespitze
Die Weißseespitze ist ein 3498 m ü. A. hoher Berg im Weißkamm der Ötztaler Alpen an der Grenze von Tirol zu Südtirol. Der Berg liegt am Westende des Gepatschferners.

## Zugangsrouten
Der hier relativ flach ansteigende Gipfelhang ist als leichte Hochtour über Gletscher zu erreichen vom Brandenburger Haus. Der einzige gletscherfreie Anstieg führt von der Weißkugelhütte im Langtauferer Tal von Süden zum Falginjoch und über den Westgrat zum Gipfel. Nach Norden bricht die Weißseespitze mit einer 500 m hohen Firnwand zum Weißseeferner ab und bildet den Talschluss des Kaunertals. Südlich liegen zwei kleinere Gletscherreste, der Milanzer Ferner und der Falginferner. Seit dem Bau der Kaunertaler Gletscherstraße führt der kürzeste Anstieg von deren Ende über den Weißseeferner auf das Falginjoch und den Westgrat zum Gipfel.

## Massenbewegungen an der Nordflanke und Klimawandel

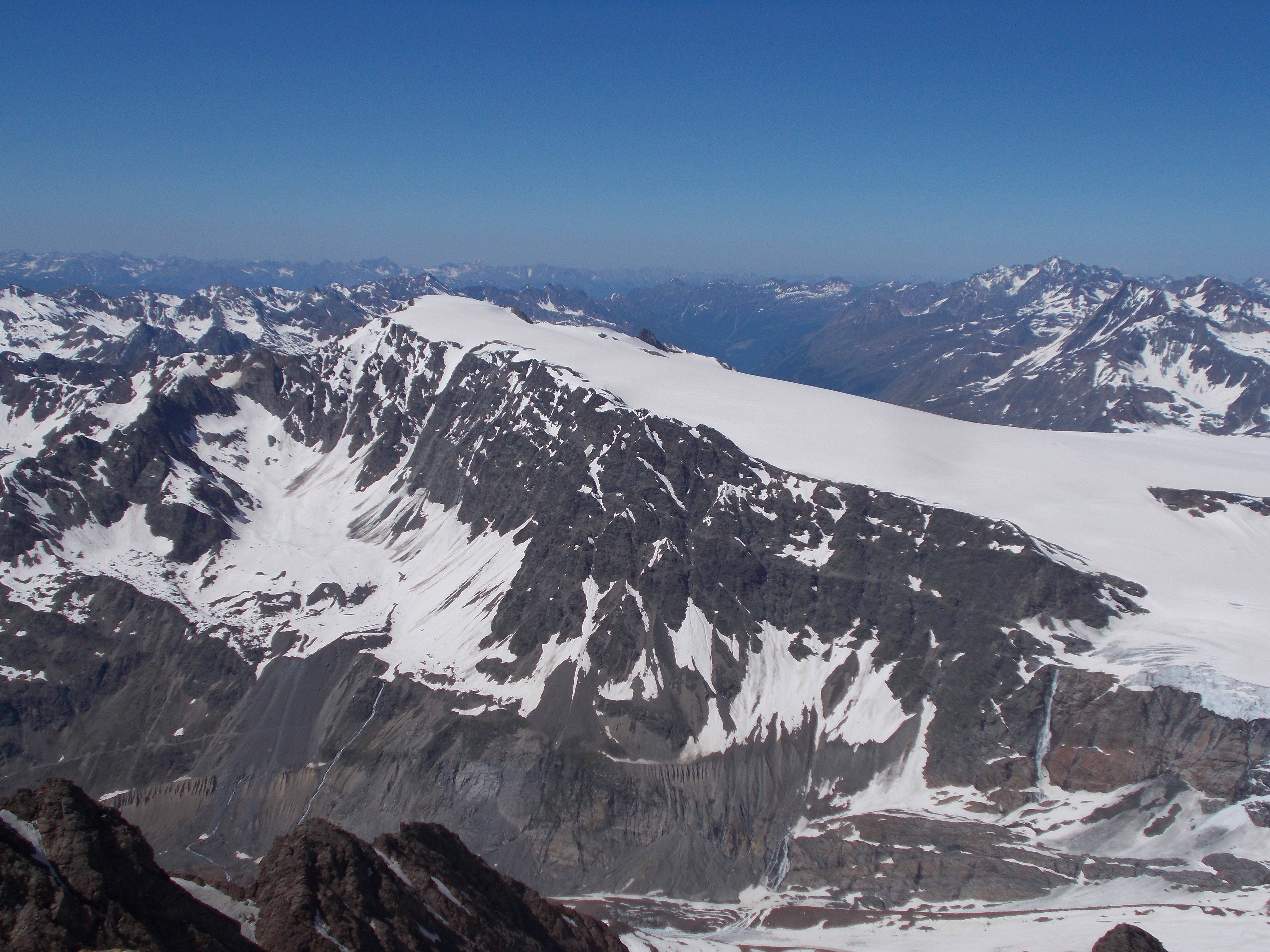
Die Weißseespitze, von der Weißkugel aus aufgenommen

1997 öffneten sich im Gipfelbereich der Weißseespitze mehrere große Gletscherspalten, in denen das Gipfelkreuz versank. Diese Vorgänge beruhen auf Massenbewegungen in den Paragneisen der Nordflanke, von denen auch der aufliegende Gletscher betroffen ist. Insgesamt wird die Hangbewegung auf rund 5 Mio. m³ Fels und Eis veranschlagt, die mit bis zu 1,2 Meter pro Tag talwärts glitten. Zurückzuführen ist der Vorgang auf das Abschmelzen der stabilisierenden Eisauflage und das Ansteigen der Permafrostgrenze in höhere Regionen. Insofern handelt es sich bei den Hangbewegungen der Weißseespitze um die Fortsetzung von Prozessen, die bereits in früheren Warmzeiten begonnen haben. Da die Rutschungen in den Winterhalbjahren deutlich auf unter 10 cm pro Tag zurückgingen, konnte der Winterskibetrieb auf dem Weißseeferner unterhalb der Nordflanke der Weißseespitze nach einer Sperrung von drei Liften aufrechterhalten werden. Bis zum Jahr 2000 hat sich die Hangbewegung weitgehend verlangsamt. Neben dem Abschmelzen des Gipfeleises haben die Rutschungen auch Auswirkungen auf die Gipfelhöhe des Berges. Das Bundesamt für Eich- und Vermessungswesen (BEV) gibt für die Weißseespitze mit Stand 2024 eine Höhe von 3498 m ü. A. an. In der Franzisco-Josephinischen Landesaufnahme 1:25.000 wurden 3530 m ü. A. angegeben, in der Ausgabe 1:75.000 3534 m ü. A., in der nachgeführten Version 1:75.000 von vor 1930 3532 m ü. A., in der ÖK50 von vor 1980 3518 m ü. A. und in der von 2010 3500 m ü. A. Walter Klier gab 1993 noch 3526 m ü. A. an.
Zuletzt schmolz der Gletscher jährlich um 0,6 m ab, von 1893 bis 2018 schrumpfte seine Dicke um insgesamt 40 m. 2021/22 waren noch ca. 10 m Eis, dessen unterste Schicht etwa 6000 Jahre alt ist, vorhanden. Das heißt, bis vor etwa 6000 Jahren war der Gipfel vorübergehend eisfrei. Bis etwa 2030 dürften die Eiskappe wieder völlig abgeschmolzen und die Nordwand eisfrei sein, weshalb die Österreichische Akademie der Wissenschaften Bohrkerne aus dem Eis entnahm. Sie stellte auf dem Gipfel eine Wetterstation auf, welche die (mit Stand 2024) höchstgelegene Österreichs ist.

## Touristische Erschließung
Die Betreiber des Gletscherskigebietes im Kaunertal, die Kaunertaler Gletscherbahnen planen, das Skigebiet bis auf den Gipfel der Weißseespitze durch Liftanlagen zu erweitern. Am 12. Mai 2004 hat die Tiroler Landesregierung eine Novelle des Tiroler Naturschutzgesetzes, das bis dahin Neuerschließungen wie jene im Kaunertal verhinderte, beschlossen und somit die Möglichkeit der Erweiterung eröffnet. Begründet wird die Novelle mit dem Bedarf der wirtschaftlichen Stärkung von entwicklungsschwachen und abwanderungsgefährdeten Regionen.
Der Österreichische Alpenverein (OeAV) kritisiert die geplante Erweiterung und hält dem Argument der Tiroler Landesregierung entgegen, dass es sich weder beim Kaunertal noch beim Pitztal, in dem auch Erweiterungen in Gletscherregionen geplant sind, um entwicklungsschwache Regionen handele. Der OeAV befürchtet außerdem, dass die Novelle weitere, noch nicht absehbare Erschließungen im bis dato geschützten Hochgebirge ermöglicht. Eine vom Alpenverein in Auftrag gegebene repräsentative Umfrage in Österreich ergab, dass auch die Mehrheit der Bevölkerung gegen weitere Erschließungen der Gletscher ist.
Anfang 2023 verkündete der Geschäftsführer der Kaunertaler Gletscherbahnen, Franz Wackernell, dass man jetzt eine Funifor-Seilbahn vom Gletscherparkplatz bis zum Weißseeköpfl auf 3450 m für 25 Millionen Euro plane und gegenüber dem Land Tirol eingereicht habe. Das Weißseeköpfl liegt 200 m östlich von der Weißseespitze, ist eisfrei, und befindet sich außerhalb der genehmigten Skigebietsgrenze, jedoch auch außerhalb dem Ruhegebiet Ötztaler Alpen. Zusätzlich soll auf dem Gepatschferner ein 1600 m langer Schlepplift bis zum Zahn, eine Abfahrt über die Nörderschartl und wahrscheinlich ein Wanderweg auf die Weißseespitze entstehen. Neben mehr Wintergästen versprechen sich die Betreiber mehr Touristen im Sommer, aufgrund einer dem Jungfraujoch (Top of Europe) ähnlich gelagerten Attraktion. Naturschutzorganisationen, der Deutsche und der Österreichische Alpenverein bezeichnen die Ausbaupläne, angesichts des stark voranschreitenden Klimawandels, als zynisch. Jeden Sommer müssten die Gletscheroberflächen mit schwerem Gerät bearbeitet und Spaltenzonen zugebaggert werden.